# Doctrina del descobriment
La doctrina del desenvolupament és un concepte del dret internacional així com dels drets dels pobles indígenes que consisteix en la doctrina usada pels colonitzadors europeus respecte les terres «descobertes» durant les seves exploracions per justificar l'apropiació de territoris i l'exercici del domini sobre els pobles indígenes de les regions d'Amèrica, l'Àsia i l'Àfrica.
Aquesta doctrina va ser exposada per primer cop als Estats Units l'any 1823 en el judici Johnson v. M'Intosh, en què el jutge John Marshall del Tribunal Suprem dels Estats Units, va exposar la idea que els exploradors vinguts d'Europa, per tal de prendre possessió de les terres fins llavors desconegudes per ells atorgant a canvi als seus habitants autòctons «la civilització i el cristianisme», va ser necessari establir un principi que justifiqués tal dret d'apropiació. Aquest principi va ser «que el descobriment, dut a terme a través dels súbdits d'un govern o d'aquell sota l'autoritat del qual fou realitzat, li concedia un dret respecte la resta del governs europeus, que podria consumar-se a través de la possessió.»

## Desenvolupament
Amb la sentència Johnson v. M'Intosh es va determinar una fita en la història del dret als Estats Units, pel qual es va desenvolupar, a més de la doctrina del descobriment la concepció del títol originari de propietat dels natius americans respecte a territori estatunidenc, no obstant això, alhora es va exposar com a dret vàlid i vigent la doctrina del descobriment.
Posteriorment, l'any 1835 la doctrina del descobriment es veuria novament usada per justificar l'expropiació de terres dels indis cherokees. En el cas State v. Foreman, portat a la cort suprema de l'estat de Tennessee, el jutge John Catron concediria vigència legal al principi del descobriment com a justificació per atorgar la raó a l'estat de Tennessee en el cas sobre l'expropiació de terres interposat pels indígenes. En aquestes declaracions, va assenyalar que aquest principi formava part del «dret de la cristianitat» i «que el descubrimiento atorgaba el dret a assumir la sobirania sobre els pobles no convertits [no cristians] de l'África, l'Àsia i Amèrica del Norte i del Sur i a governar-los.», Agregava, a més, que «era més just que el país fos poblat per europeus que seguir sent la guarida de bèsties salvatges i d'homes encara més ferotgesi salvatges.».
En la justificació del jutge Catron es mencionava que el principi de dominació era reconegut des de fa quatre segles i acceptat per totes «las potències cristianes» com un tema de dret internacional. Amb aquest argument semblava referir-se a algunes declaracions realitzades en l'anomenada era de l'exploració en el segle xv, especialment en les concessions i prerrogatives atorgades pel papat als països que encapçalaven les conquestes de territoris desconeguts pels europeus, tal com les realitzades per les butlles papals Dum diversas de 1452, Romanus Pontifex de 1455 i Inter caetera de 1493.

## Actualitat
Aquest principi ha estat aplicant-se en el dret estatunidenc des de la seva exposició en els judicis resolts pels jutges Marshall i Catron, en tant que romanen com a dret vigent com a antecedents en el sistema judicial. El primer d'ells especialment com a resolució federal. Encara l'any 2005, el principi va ser citat en la causa City of Sherrill v. Oneida Indian Nation of New York, en un judici sobre el cobrament d'impostos als indis oneides.
No obstant això, la doctrina del descobriment és constantment denunciada per diverses agrupacions internacionals en defensa dels pobles indígenes, i igualment ha paassat fora dels Estats Units.
Des de l'any 2007, la Declaració de les Nacions Unides sobre els drets dels pobles indígenes va reconèixer el dret a posseir les terres que han estat posseïdes des de l'antiguitat, contraposant-se així a la doctrina del descobriment i establint, a més, el compromís dels països firmants a reparar els danys causats per l'ocupació de les terres que els indígenes hagin posseït ancestralment:
| «              | Els pobles indígenes tenen dret a les terres, territoris i recursos que tradicionalment han posseït, ocupat, utilitzat o adquirit. | » |
| — Article 26.1 | |   |

| «               | Els pobles indígenes tenen dret a la reparació, per mitjans que poden incloure la restitució o, quan sigui possible, una indemnització justa i equitativa per les terres, els territoris i els recursos que tradicionalment hagin posseït o ocupat o utilitzat i que hagin estat cossificats, presos, utilitzats o danyats sense un consentiment lliure, previ i informat. | » |
| — Artículo 28.1 | |   |